# Лопес, Камиль
Камиль Лопес (фр. Camille Lopez; род. 3 апреля 1989 в Олорон-Сент-Мари) — французский профессиональный регбист, флай-хав и бьющий «Клермон Овернь» и сборной Франции.

## Ранние годы и низшие дивизионы
Камиль Лопес родился в беарнском городе Олорон-Сент-Мари в баскской семье; его родители, Марианн и Кристиан, работали в структуре местного клуба «Молеон», который базируется в коммуне Шерот, где будущий игрок сборной Франции и провёл своё детство. Его старший брат Себастьен выступал за детские команды «Молеона», а в возрасте 6 лет к нему присоединился и Камиль. В составе клуба в 2006 году Лопес стал чемпионом Франции среди юношеских команд, а в 2007 и среди молодёжных. В 2008 году он начал играть в основном составе команды, которая тогда выступала в Федераль 1, третьем дивизионе французской регбийной пирамиды. Яркие выступления на позиции центра в молодёжных командах и основном составе «Молеона», где Лопес сходу стал бьющим, неоднократно привлекали внимание более богатых и именитых клубов региона — «Сексьон Палуаз», «Дакса», а также академий «Тулузы» и «Авирон Байонне», — но спортсмен отказал им всем, потому что не желал покидать свою семью в Шероте.
Весной 2009 года Лопеса заметили Венсан Этшето и Лоран Марти, занимавшие на тот момент должности главного тренера и президента в «Бордо-Бегль», который выступал в Про Д2. Клуб подписал Камиля, однако Этшето был недоволен большим весом Лопеса для игрока его позиции — 96 килограмм; впрочем, тренер признавал, что регбист обладает очень хорошим ударом с левой ноги. В сезоне 2009/10 регбист играл за молодёжный состав «Жирондинцев» и сумел сбросить 10 килограмм веса, попутно переквалифицировавшись для игры в полузащите на позиции флай-хава. В сезоне 2010/11 регбист попал в основной состав команды, где был вторым бьющим после новозеландца Джерарда Фрейзера. По результатам регулярной части чемпионата «Бордо-Бегль» занял пятое место, что позволило клубу сразиться за выход в высший дивизион в плей-офф; в победном финальном матче против «Альби» Лопес вышел на замену.

## Карьера на высшем уровне

### Дебюты: Топ 14, «Варвары» и сборная
В Топ 14 Лопес также не затерялся — в первом сезоне на высшем уровне он сыграл 21 матч (в общей сложности 1178 минут) и заработал 115 очков, в том числе занёс попытку во встрече со «Стад Франсе». Удачные выступления за клуб обеспечили Камилю место в составе «Барбарьян Франсе», выставочной команде, которая комплектуется из наиболее достойных регбистов, выступающих во французском первенстве. Всего в 2012 году он сыграл за «Варваров» три матча против сборной Японии. Все они были выиграны (40:21, 51:18 и 65:41), а Лопес занёс попытку и заработал 23 очка на стандартных положениях.
В апреле 2013 года регбиста подписал «Перпиньян», а через два месяца после этого его впервые пригласили в сборную Франции. Он дебютировал за «Синих» в игре с сборной Новой Зеландии, выйдя на замену вместо сверхопытного Фредерика Мишалака. В дебютной игре регбист забил штрафной, а во втором двумя неделями позже, также против «Олл Блэкс», вынужден был довольствоваться выходом на замену под занавес матча. Сезон 2013/14 для него начался удачно, но очень быстро подошёл к концу — в декабрьском матче против «Манстера» он серьёзно травмировал колено (порвал переднюю крестообразную связку) и больше на поле не выходил.

### «Клермон» и сборная Франции

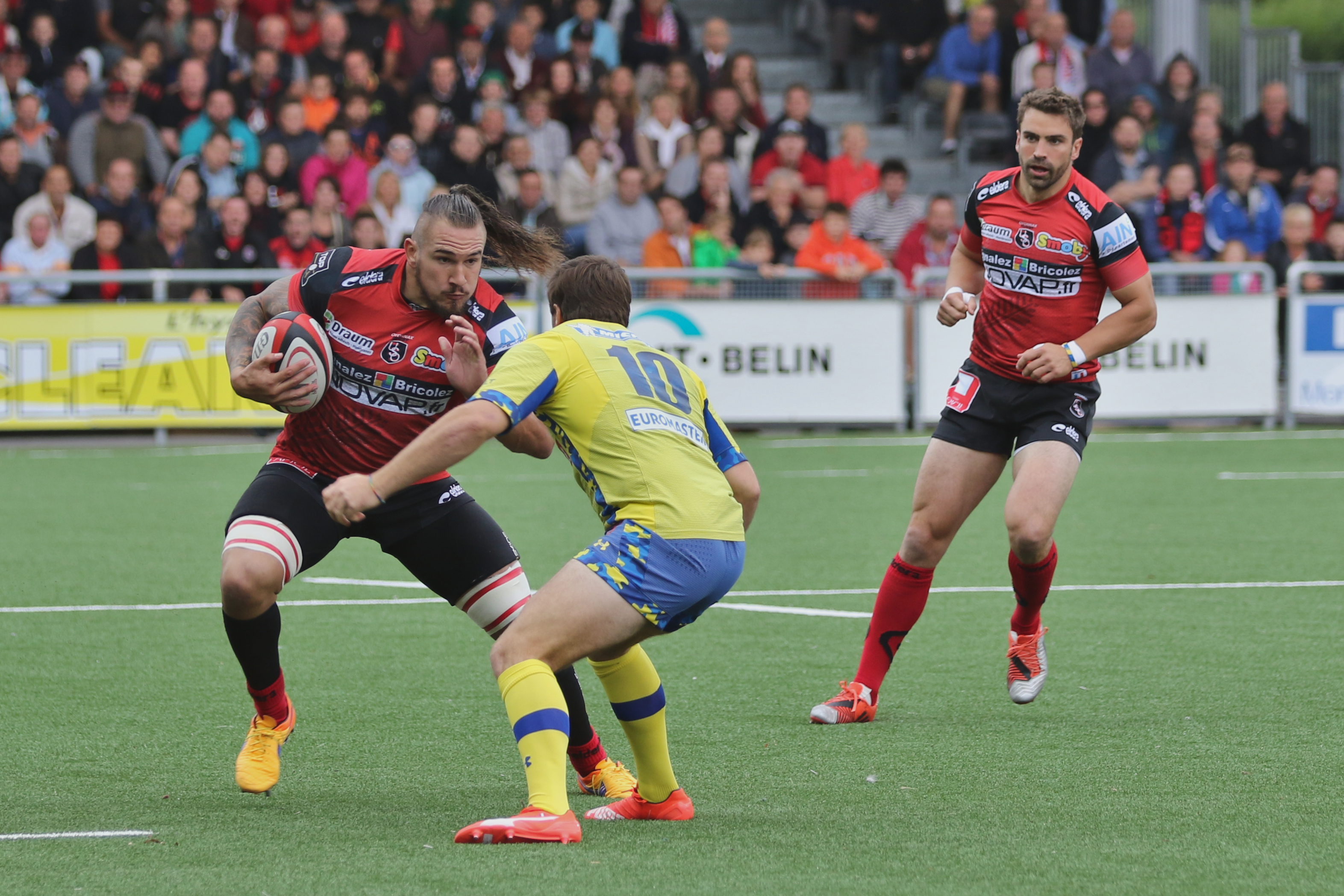
Противостояние Камиля Лопеса (№ 10) и Пьеррика Гюнтера из «Ойонны», 2015 год

В мае 2014 года Лопес подписал трёхлетний контракт с «Клермон Овернь», а к началу сезона он уже восстановился после своей травмы. За монферранцев регбист дебютировал в матче второго тура против «Брив Коррез», а через месяц занёс свою первую попытку во встрече со «Стад Рошле». К середине сезона Камиль сумел навязать мощнейшую конкуренцию одному из легенд клуба Броку Джеймсу — L’Équipe отметила бо́льшую вариативность в действиях, точность при штрафных и отменные защитные навыки баска. Мощные выступления Лопеса вернули ему место и в составе национальной сборной. В ноябре он сыграл во всех трёх тестовых матчах, причём заметно выделялся в играх с Фиджи (13 очков и важнейший пас, который привёл к попытке) и Австралии (16 очков).
Кубок шести наций 2015 выдался для Лопеса очень противоречивым — в некоторых играх он показал высочайший уровень (признан лучшим в матче против сборной Шотландии), а в других сыграл ниже своих возможностей (в частности, против ирландцев и валлийцев. В игре с итальянцами Камиль получил травму колена и выбыл из состава сборной, пропустив матч против сборной Англии. Всё это подорвало доверие к регбисту главного тренера «Синих» Филиппа Сент-Андре, который не включил игрока даже в предварительный список сборной на чемпионат мира по регби 2015. Итог сезона в «Клермоне» также был безрадостным — Лопес сыграл с клубом в двух финалах, против «Тулона» в Кубке европейских чемпионов и «Стад Франсе» в Топ 14, но оба были проиграны.
К августе того года Сент-Андре своего мнения не изменил, и на чемпионат мира баск не отправился, вместо этого сосредоточившись на игре за клуб. В первых трёх матчах сезона Лопес заработал для команды 41 очко из 110, а точность его ударов составила 76 %. После всемирного первенства главный тренер национальной сборной сменился, и эксперты заговорили о том, что при Ги Нове у Камиля может быть шанс, но несмотря на сильную игру регбиста за «Клермон», в Кубке шести наций обошёлся без него. Всего за сезон он сыграл 26 матчей, в которых заработал 156 очков. Единственным тёмным пятном в сезоне помимо невызова в сборную стала травма в матче с «Греноблем», когда он получил переломы скулы и стенок орбиты глаза и был вынужден пропустить 6 недель.
Летом 2016 года главный конкурент Лопеса за место в составе Брок Джеймс перешёл в «Стад Рошле», а сам баск продлил контракт с «Клермоном» до 2020 года. В ноябре Лопес вновь получил шанс закрепиться в составе сборной — в первом матче тестового окна десятый номер «Синих» Франсуа Трин-Дюк получил травму, и Ги Нове вызвал вместо него Камиля. Камиль вышел на замену в игре с «Уоллабис». У регбиста было лишь 20 минут, чтобы повлиять на исход матча, и у него это почти получилось — в самом конце встречи французы терпели поражение со счётом 23:25, и уже в добавленное время Лопес предпринял попытку забить дроп-гол, но попасть по воротам не сумел. В январе 2017 года баск получил вызов в состав «Синих» на Кубок шести наций. На турнире Лопес стал основным бьющим команды и заработал 67 очков (17 штрафных, 8 реализаций, точность — 86 %), тем самым став лучшим бомбардиром соревнования. Кроме того, Лопес и его партнёр по полузащите Батист Серен стали единственными игроками, которые выходили на поле во всех встречах. После розыгрыша кубка Камиль попал в короткий список номинантов на звание лучшего игрока турнира, но занял лишь предпоследнее одиннадцатое место с 2,5 % голосов.
Вернувшись в состав «Клермона» регбист попал на матчи плей-офф Кубка европейских чемпионов. В четвертьфинале с «Тулоном» он отметился дроп-голом, а в следующем матче против «Ленстера» уже двумя. Финал против «Сарацинов» французская команда проиграла, а Лопес попал в короткий список на звание лучшего игрока и этого турнира, однако вновь уступил, на этот раз англичанину Оуэну Фарреллу. Тем не менее свой трофей монферранцы выиграли — в другом решающем матче плей-офф, на этот раз уже Топ 14, они одержали победу над «Тулоном» со счётом 22:16, Камиль заработанными очками не отметился, однако провёл на поле все 80 минут матча. По результатам сезона он был назван лучшим флай-хавом Франции по версиям Rugbyrama (Eurosport 1) и Midi-Olimpique.
Перед сезоном 2017/18 Лопес был объявлен Французской федерацией регби как один из тридцати игроков, чьи команды обязаны ограничивать количество сыгранных за клуб матчей в пользу игр сборных. Кроме того, в межсезонье баск пропустил три летних тестовых матча против сборной ЮАР. Ги Нове, наставник «Синих» объяснил это необходимостью дать Камилю отдых после долгого и тяжёлого сезона.

## Достижения

### Командные
«Бордо-Бегль»
- Про Д2
  - Победитель плей-офф: 2010/11

«Клермон-Овернь»
- Топ 14
  - Победитель: 2016/17
  - Финалист: 2014/15
- Кубок европейских чемпионов
  - Финалист (2): 2014/15, 2016/17

### Индивидуальные
- Лучший бомбардир Кубка шести наций 2017;
- Лучший флай-хав франции 2017 года по версии Rugbyrama;
- Лучший флай-хав франции 2017 года по версии Midi-Olimpique.